# Карате Бријанца
Карате Бријанца (итал. Carate Brianza) је насеље у Италији у округу Монца и Бријанца, региону Ломбардија.
Према процени из 2011. у насељу је живело 15404 становника. Насеље се налази на надморској висини од 249 м.

## Становништво
| 1936. | 1951.  | 1961.  | 1971.  | 1981.  | 1991.  | 2001.  | 2011.  |
| ----- | ------ | ------ | ------ | ------ | ------ | ------ | ------ |
| 8.845 | 10.712 | 12.085 | 14.702 | 15.169 | 15.445 | 16.119 | 17.684 |